# Kolera i Sverige
Koleran härjade i Sverige under 1800-talet genom utbrott och epidemier. Det första dödsfallet i sjukdomen i landet under 1800-talet inträffade år 1834 och därefter spred sig epidemin snabbt runtom i landet. Mellan åren 1834 och 1874 rapporterades elva koleraepidemier i Sverige varvid omkring 37 000 människor avled. I samband med att man förbättrade de hygieniska förhållandena i Sverige, genom bland annat stora satsningar på vatten- och avloppssystem, minskade dödstalen kraftigt. Mellan 1990 och 2021 har endast tio fall av kolera anmälts i Sverige, varav fyra fall har bekräftats vara smittade utomlands.

## Epidemins spridning
Med anledning av att rykten spreds angående en kolerapandemi i Ryssland år 1830, kontaktade Stockholms kommerskollegium det svenska konsulatet i Sankt Petersburg. De lät meddela att åtgärder hade genomförts i syfte att förhindra vidare spridning av sjukdomen, vilket lugnade den svenska regeringen temporärt. Oron tilltog igen när Sverige mottog information om att koleran hotade hela den ryska armén. För att förhindra vidare spridning till Sverige, tillsatte de svenska myndigheterna en karantänskommission i Stockholm som fick i uppgift att föreslå förebyggande åtgärder. Fartyg från smittade orter och från misstänkt smittade orter runtom i världen, tvingades anlöpa en karantänsplats innan de fick angöra svenska hamnar. I syfte att förhindra spridning via landsvägen, fick landshövdingarna i Sverige ansvaret för de inre åtgärderna. Regeringen tillsåg att landshövdingarna höll uppsikt över resande som kom från smittade orter. När Danmark och Norge äntligen förklarades kolerafria år 1833, firade man i Sverige att man lyckats undkomma epidemin och ansåg faran var över.

### Epidemin når Sverige
I juli år 1834 bekräftades det första dödsfallet i Göteborg och detta blev upptakten till de återkommande epidemier som skulle drabba Sverige under de kommande 40 åren. Redan i augusti förklarades orter belägna vid Vättern vara smittade och karantänsplatserna tvingades då flyttas längre in i landet. Sjukdomen spred sig sedan till Jönköpings län, Värmlands län och Hallands län, samt längs kusterna vid Vättern. Koleran spred sig alltså via vattenvägarna och nådde på så vis så småningom Stockholm.

### Koleran når Stockholm
För att förhindra en vidare spridning till Stockholm hade ett flertal karantänsanstalter anordnats för fartygstrafik i yttre skärgården. Däremot hade det inte genomförts någon större insats för att skydda staden från landsidan. Den enda bestämmelsen man hade kommit överens om var att alla resande skulle anmäla sig vid ankomst. När situationen blev allt mer krisartad i övriga delar av landet, fastlade regeringen ett beslut om att inkommande resenärer skulle hindras från att fortsätta in i huvudstaden om de inte kunde bevisa att de var fria från kolera. Dessutom kontrollerades båtarna i insjöarna noggrant innan de släpptes in i staden. Med dessa åtgärder hoppades man att huvudstaden skulle undkomma koleraepidemin, men den 19 augusti 1834 inträffade det första fallet i Stockholm och endast 6 dagar senare bekräftade överståthållarämbetet att koleran hade tagit sig in i staden. Statsråden samlades för att diskutera olika åtgärder och valde att formellt fastslå både Stockholm och Stockholms län som smittade områden. Detta gjordes i syfte att kunna ha fri kommunikation mellan länet och staden, vilket innebar att tillförsel av förnödenheter kunde ske mellan dessa.
De fattiga människorna var de som drabbades hårdast under koleraepidemin och många människor började ifrågasätta anledningen till detta. En vanlig teori var att myndigheterna medvetet hade förgiftat dricksvattnet endast för de fattiga, i syfte att låta dem dö och därmed slippa underhålla denna del av befolkningen. Det spekulerades även huruvida patienterna på kolerasjukhusen behandlades. Många trodde att människorna fördes till sjukhusen för att lämnas att dö, utan att få någon form av behandling eller medicin. Egentligen handlade det om att man inte var tillräckligt bekant med kolerasjukdomen och dess orsaker. Därmed fanns det under denna period inget effektivt botemedel mot sjukdomen, utan sjukvårdspersonalen provade egna metoder och behandlingar utan egentlig effekt på koleran. Detta kunde exempelvis inkludera kräkmedel, senapsdegar på magen eller insmörjning med brännvin. 
Totalt beräknas omkring 3500 människor ha avlidit i Stockholm under det första kolerautbrottet år 1834. Siffran är dock osäker eftersom förhållandena i staden var kaotiska, vilket påverkade registreringen och därmed kan det finnas ett stort mörkertal.

## Ny epidemi 1853
Sverige drabbades totalt av elva koleraepidemier varvid omkring 37 000 människor avled. Efter epidemin år 1834 återkom koleran och drabbade Sverige år 1853. Även denna gång var kolerautbrottet kraftfullt och hade en stor påverkan på Sveriges befolkning. Efter den senaste vågen av kolera hade man börjat forska på sjukdomen. Genom att stänga en av brunnarna i den mest drabbade delen av London, lyckades den engelska läkaren John Snow föra i bevis att koleran smittade genom förorenat vatten. Snows forskning fick dock initialt inget genomslag och hans teori lyckades inte heller ge något vidare avtryck i Sverige, trots att hans analys senare visade sig vara korrekt.
Under denna epidemi drabbades Stockholm, Göteborg och Blekinge värst med 3 233 respektive 1 223 och 1 150 avlidna. År 1854 hade sjukdomen fått större spridning i Uppsala och under detta år insjuknade totalt 823 människor i staden. Med dess 259 koleraoffer blev Uppsala en av de mest koleradrabbade städerna i Sverige detta år.

## Tredje epidemin 1866
Ytterligare en svår koleraepidemi drabbade Sverige år 1866 och detta blev den sista stora koleraepidemin i Stockholm. Denna gång bröt sjukdomen ut på Hisingen i Göteborg med totalt åtta insjuknade. Därefter blev även andra områden i staden drabbade och åtta personer insjuknade i Albostaden. I Härlandatrakten hade två fall av kolera bekräftats. De lokala myndigheterna gjorde bedömningen att sjukdomen inte var epidemisk och ansåg därmed att det inte fanns någon anledning för invånarna att känna oro. Däremot uppmanade de ändå invånarna till att iaktta en renlighet. 
Den 14 november 1866 ansågs faran vara över i Göteborg då en stadsläkare informerade landshövdingen att inga fler fall av kolera rapporterats. Därmed begärdes att staden omedelbart skulle förklaras fri från smitta. Däremot var detta inte slutet på epidemin utan sjukdomen spred sig till andra delar av Sverige och höll sig kvar i landet fram till år 1873 då den bland annat drabbade Skåne.

## Sjukvården under första epidemin
När epidemin anlände till Sverige år 1834 hade man knappt någon kunskap om koleran och man hade därmed svårt att bedriva en sjukvård som lindrade patientens symptom. Bland annat var man under denna period omedveten om vattnets och avföringens betydelse för spridningen. Många felaktiga slutsatser om kolera drogs och därmed använde sig även många läkare av ineffektiva behandlingsmetoder. Det är dessutom svårt att avgöra om vårdens effekter hade någon positiv inverkan på patienterna då det inte fördes någon grundlig statistik över och analys av olika behandlingar.

### Den slutna vården
I samband med det första kolerafallet i Stockholm år 1834, saknade flera sjukhus utrustning och kunde därmed inte ta emot patienterna. Detta eftersom man hade trott att Sverige skulle undkomma kolerautbrottet och därmed inte hade rustat upp för en kris. Allmänna sundhetskommittén, som hade i uppgift att skaffa fram sjukvårdspersonal och inrätta provisoriska kolerasjukhus samt kolerakyrkogårdar, samlades den 11 augusti 1834 för att diskutera vidare åtgärder. Kommittén konstaterade att sjukhusen behövde tid att ställa om innan de hade kapacitet att ta emot ett större antal patienter, men genom stora ansträngningar lyckades man ändå utrusta sjukhusen relativt snabbt. Redan den 4 september hade 1 000-1 200 sjukhussängar installerats. Sabbatsbergs värdshus, Kastellholmen och Piperska muren är exempel på platser där kolerasjukhus inrättades. För att tillse att den nödvändiga utrustningen installerades på sjukhusen följde man en inventarielista som innefattade 770 par lakan, 19 madrasser, 288 kuddar och 1 par tofflor. På de utrustade sjukhusen anställde Allmänna sundhetskommittén kommissarier som bland annat ansvarade för personalanställning och slutredogörelser. Under denna period var det dock stor brist på sjukhuspersonal då det var få människor som var villiga att åtaga sig tjänsten, med risk för att själv insjukna. I oktober var endast omkring 100 personer anställda i den slutna sjukvården.
Dödligheten på sjukhusen under denna period var hög. De patienter som förts till sjukhus var vanligen de svårast sjuka medan de som hade mildare symptom ofta lät bli att söka vård. Från 1 september till 17 september dog omkring hälften av patienterna som förts till sjukhus. Däremot minskade dödsfallen mycket kraftigt under oktober, vilket troligen grundade sig i att allt fler människor började söka sig till sjukhusen tidigare i sjukdomsförloppet, snarare än att vårdens kvalitet hade förbättrats. Under denna period var läkarnas kunskap om sjukdomen fortfarande mycket begränsad. Olika läkare prövade sig därför fram med olika behandlingsmetoder. För att diskutera dessa olika behandlingsmetoder och förhoppningsvis komma fram till en fungerande sådan, samlades det Svenska Läkarsällskapet två gånger i veckan från den 26 augusti till den 30 september 1834. På detta sätt kunde de lära av varandras erfarenheter och på så vis utveckla sjukvården, trots att de fortfarande hade mycket lite kunskap om koleran samt dess botemedel.

### Den öppna vården
Inom den öppna vården sattes Sundhetsnämndernas verksamhet snabbt i funktion. Organisationen inom församlingarna skulle tillse att den enskilde individen omhändertogs på ett snabbt och smidigt sätt, samt att patientens anhöriga skulle få tydliga direktiv om var de skulle vända sig för att hjälp. För att nå ut med dessa direktiv sattes tryckta anvisningar upp i trappuppgångar och delades ut i hushållen. Varje församling var indelad i distrikt och inom varje distrikt var ett flertal av Sundhetsnämndens Ledamöter anställda. Dessa ledamöter tillsåg att direktiven, som Sundhetsnämnden gått ut med, följdes samt kontrollerade att människorna iakttog renlighet i samhället. Ledamöterna hade även i uppgift att rapportera om hälsotillstånden i sitt distrikt och hade rätt till att sända insjuknade till närmaste sjukhus, utan läkares tillstånd. På detta sätt lyckades man fånga upp de som var i behov i vård.
Sundhetsnämnden lät även upprätta omkring 14 sundhetsbyråer som bland annat förde journaler över de som insjuknat i kolera. Byråerna skickade regelbundet in rapporter om det rådande sjukdomsläget till Sundhetsnämnden. Vid byråerna var inte bara ledamöter anställda utan även läkare och sjuksköterskor arbetade vid dessa. Sammanlagt registrerades omkring 6 200 stockholmare vid sundhetsbyråerna under epidemin år 1834. 

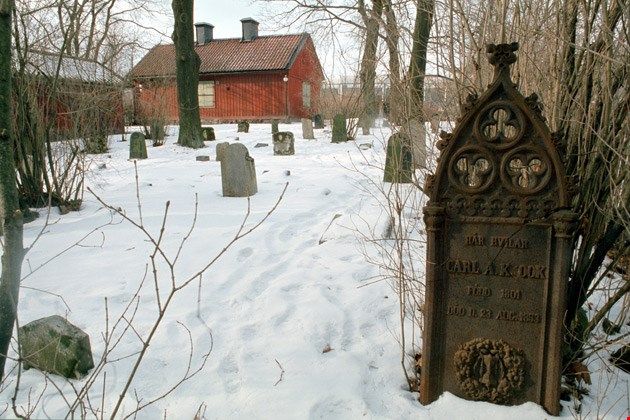
Kolerakyrkogården vid Skanstull.

På grund av de snabbt stigande dödstalen, ställdes krav på den öppna vården gällande praktiska anordningar. Det som var brådskande var att skaffa fram likkistor och under den period som dödsfallen steg som mest beställdes 250 kistor per dag. Trots det rådde det brist på likkistor och på ett flertal sjukhus saknades det helt. Dessutom kostade likkistorna mycket och endast ett fåtal människor hade råd att betala för sina anhörigas kistor. En annan stor utgiftspost var liktransporterna. Liken skulle både transporteras från hemmen samt från sjukhusen till kyrkogårdarna. Sundhetsnämnderna inom de olika församlingarna var själva tvungna att ta hand om transporterna från hemmen och gällande transporterna från sjukhusen, skedde dessa genom avtal. Dessa överenskommelser handlade om att hyrkusk-societeten, och andra enskilda individer, skulle köra liken från sjukhusen till kyrkogårdarna under natten. För att undvika ytterligare smittade ville myndigheterna begrava kolerans offer så snabbt som möjligt, men problemet var att det började bli ont om plats på Stockholms kyrkogårdar. Därför transporterade man liken ut ur staden och begravde dem i massgravar. En av dessa kolerakyrkogårdar där många offer massbegravdes under epidemin var dödgrävarbostället, även kallat kolerakyrkogården i Skanstull.

## Koleraepidemiernas upphörande i Sverige
Under dessa koleraepidemier var man inte medveten om hur koleran smittade och inte heller vad som orsakade de höga dödstalen. Man hade ännu inte kunskapen om att koleran orsakas av en bakterie som avges med avföringen och sprids via infekterat vatten. Därmed var det svårt för människorna, under denna tid, att förstå att det krävdes bra hygien för att lyckas hålla sig fri från koleran. Till skillnad från idag, fanns det inga avloppssystem utan man tömde pottorna direkt på marken vilket resulterade i att bakterierna kunde spridas via brunnarna där det infekterade dricksvattnet.
Under 1850-talet började man ana ett samband mellan koleran och dålig hygien. Detta bidrog till att man började gräva avloppsledningar i marken och så småningom förstod man att det även krävdes reningsverk. I samband med att moderna avloppssystem började byggas och hygienen i samhället förbättrades minskade antalet dödsfall kraftigt. Därmed upphörde så småningom koleraepidemierna i Sverige. Under 1880-talet blev utbyggnaden av avloppssystemen mer intensiv och det blev ett allt större fokus på hygien i det svenska samhället i stort. Sen dess har kloaksystemen fortsatt utvecklas i syfte att hålla god hygien och därmed undvika dessa typer av sjukdomar.
Sedan år 1874 har inte Sverige drabbats av ytterligare koleraepidemier, däremot har ett fåtal fall rapporterats. Mellan 1990 och 2021 har tio fall anmälts i Sverige, varav fyra har bekräftats vara smittade utomlands.

## Statistik
Epidemins spridning och sjuklighet var med några undantag relativt väldokumenterad under åren då den härjade i Sverige. Därmed anger tabellen absoluta tal och de personer som man inte kan fördela in i dessa kategorier, står under rubriken "ingen uppgift". 
Antalet döda i kolera i Stockholm år 1834, fördelat i ålder samt kön, enligt Statistiska centralbyrån.
| År      | 0-9 | 10-19 | 20-29 | 30-39 | 40-49 | 50+ | ingen upg. | Summa |
| ------- | --- | ----- | ----- | ----- | ----- | --- | ---------- | ----- |
| Män     | 140 | 79    | 314   | 539   | 403   | 289 | 10         | 1 774 |
| Kvinnor | 134 | 55    | 152   | 309   | 378   | 703 | 16         | 1 747 |
|         |     |       |       |       |       |     |            | 3 521 |